# 胡安·安东尼奥·圣埃皮法尼奥
胡安·安东尼奥·圣埃皮法尼奥（西班牙語：Juan Antonio San Epifanio，1959年6月12日—），西班牙男子篮球运动员。他曾代表西班牙参加1980年、1984年、1988年和1992年夏季奥林匹克运动会篮球比赛，其中1984年奥运会获得一枚银牌。